# 毛人水怪
关于毛人水怪或水鬼毛人、毛人水鬼的谣言是中华人民共和国成立前后十数年流传的谣言故事，波及江苏、山东、安徽、河南、湖北五省农村地区。几次毛人水怪谣言传播都导致数百人死伤。:102李若建认为是20世纪中国最大的谣言之一。

## 历史
据张江波研究，1947年9至10月，上海率先出现关于水怪的谣言，后传播到无锡、常州、镇江、泰州、南京、杭州、嘉兴等地，被《大公报》、《申报》等报道。在传播中，谣言内容发生一定变化，由水怪延伸为毛人水鬼。年底江苏大丰县关于水怪的记载是该年谣言最晚的记载。1948年，张江波掌握的文献中没有关于水怪或类似现象的记录。:63-65
1949年7月，水怪谣言再次于江苏淮安和安徽蚌埠出现。李若建和黄文治认为安徽的谣言与江苏并行，张江波则认为“本地无端内生出与相邻地区相似的谣言事件，逻辑上显然不大可能”。江苏北部（苏北）的谣言继续向北传播，9月，江苏北部和山东南部发生大规模降雨，谣言到达连云港地区。:66谣言出现后，中共鲁中南专区党委多次通报，平息谣言，但谣言仍在迅速传播。1950年3月谣言继续流传，4月才逐渐平息。:67
1950年至1952年，水怪谣言在沭阳县反复出现，也出现于淮阴、宿迁。1953年4月下旬，水怪谣言出现于沭阳房山区石门乡，当地政府似乎并不重视，此后谣言“蔓延波及苏北35个县、市”（《江苏省志》）。6月，山东郯城出现谣言。:67至9月，临沂的郯城、临沭、临沂、苍山等地仍有12个区19个村在传播水怪谣言。8月中旬，谣言波及安徽。10月之后，合肥与淮南两市均有谣言流传。11月后，谣言在江苏的13个县、市和山东郯城等县再次传播，并蔓延至半个安徽省。:68
1954年7月18日，中华人民共和国公安部在情况通报中指出，流传一年多的谣言先后蔓延4省85个县市，虽基本平息，但仍在江苏7个县传播。1955年，继续有零散谣言出现于山东、江苏。1956年，山东临沂、苍山、郯城等县再次出现水怪谣言。1961年8月，郯城仍发现水怪谣言流传，这是关于水怪谣言的最晚文字记载。:69

## 内容
谣言主要是说：“有一种伤害人的怪物（毛人水怪），会伤害和割除人体的生殖器官，并用于给前苏联制造原子弹。”:182

## 研究
唐代、元代、明代、清代，淮北都有关于毛人和水怪的记载。:102正史与地方志对安徽等地历史上的“毛人”也多有记录。:103李若建认为，水怪“无支祁”的形象与谣言中毛人水怪的形象有几分相似，“‘毛人水怪’很可能是由‘无支祁’演化而来”；水怪还与“大鱼”有联系；关于水怪的戏剧《泗州城》可能让民众认为水怪是真实存在的；清代袁枚著作《子不语》中的毛人、水鬼、水怪故事可能来自袁枚在苏北地区为官时得到的传说。李若建认为，毛人水怪谣言大概是传承自传统文化并经过意识形态的重构而形成。传统文化的传承可分为“超人神化”、“人体肢解”、“生殖崇拜”，意识形态的重构可分为“官民矛盾”、“中苏关系”、“战争和原子弹恐怖”。:192-193
1946年至1949年，苏北是中国第二次国共内战的主战场之一。1949年淮河流域大水灾，大量灾民流离失所，随后政府进行了大规模的水利工程建设。1953年春新沂河与三河闸水利枢纽工程完成。1953年底，粮食统购统销政策开始推行。1954年长江水灾，系中国历史上最大的水灾之一。水灾和水利工程产生了两个特殊的群体，即灾民和民工。李若建认为，从谣言的几次爆发可以发现，它们有类似的社会背景，一是征集民工，二是灾难，三是体制变革。张江波则认为，民工不是谣言流传的主要方式，“相较于大规模的民工流动，业缘、亲缘、姻缘及地缘因素在谣言传播中的作用远超前者。”:74
李若建认为，相当部分传谣者是怀有恶意的，包括土匪、特务、反动党团骨干、会道门徒和旧军政人员等“社会变革的受冲击者”。:194李若建认为，对政府有敌意的人传播谣言的作用有限，但确实有反对政府的人传播谣言。据李若建对地方资料的不完全总结，毛人水怪谣言传播过程中江苏北部、安徽南部、山东以造谣罪逮捕1374人，处决75人。:106:198马俊亚则认为：传谣者因传谣而被中共党组织定性为“落后者”，而非相反；:1061950年前后淮北因毛人水怪谣言被当局清除者“根本不是实在的阶级的敌人，而是潜在的政权的危险。”:106